# The Pandorica Opens
"The Pandorica Opens" (KBS 더빙판: 판도리카 열리다)은 영국의 SF 드라마 닥터 후 시즌 5의 열두 번째 에피소드로, 2010년 6월 19일 BBC One에서 처음 방송되었다. 2부작으로 구성된 마지막 스토리의 제1부에 해당되는 에피소드로, 제2부 "The Big Bang"은 6월 26일 방송됐다. 에피소드의 각본은 대표 작가이자 총괄 프로듀서인 스티븐 모펏이, 감독은 토비 하인스가 맡았다.
에피소드의 줄거리는 시간여행을 다니는 고고학자 리버 송 (앨릭스 킹스턴 분)이 서기 102년 로마제국령 브리타니아에 외계인 시간여행자 닥터 (맷 스미스 분)와 동행자 에이미 폰드 (캐런 길런 분)를 호출하는 것으로 시작된다. 세 사람이 향한 곳은 거석 유적지인 스톤헨지로, 그 지하에는 '판도리카' (Pandorica)라는 전설 속의 감옥이 자리잡고 있었는데, 온 우주에서 가장 무서운 존재를 가두었다는 이야기가 전해지고 있었다. 그러나 사실 닥터가 도착한 이곳은 타디스의 폭발로 발생한 시공간의 균열로부터 우주를 살리려는 목적에서 닥터의 적들이 동맹을 결성하여, 닥터를 판도리카에 가두기 위해 파놓은 함정임이 밝혀진다. 에이미의 약혼자 로리 (아서 다빌 분)는 이전에 시공간의 균열 속에 빨려들어가 존재자 지워졌다가 다시 제모습으로 돌아오지만, 사실은 원래의 의식을 이식받은 오톤이었음이 밝혀진다.
시즌의 피날레를 장식하는 만큼, 스티븐 모펏은 이번 에피소드가 "크고 미친" (big, mad) 것으로 생각하고 각본을 집필하였다. 촬영은 2010년 2월 초에 개시되었으며 실제 스톤헨지와 이를 재현한 세트장에서 이루어졌다. 특히 스톤헨지의 지하실은 어퍼 보트 스튜디오의 세트장으로 구현하였는데 당시 스튜디오 내에서도 가장 큰 규모였다. 하인스 감독은 배우들을 위해 인디애나 존스 시리즈의 테마곡을 틀며 작중 분위기를 조성하였다. 작중 닥터의 수많은 적들이 동맹을 이룬다는 설정은 드라마 역사상 최초의 시도였기에, 제작진은 달렉 등 가장 인기 높은 악당들을 최선의 상태에서 활용하였는지 확인 작업을 거쳤다. 영국 첫방송 당시 총 757만 명이 시청하였으며, 시청 지수는 88점을 기록하였다. 평론가들의 반응 역시 긍정적이었다. 이 에피소드와 다음 에피소드는 2011년 휴고상 최우수 드라마 단편 부문 후보에 올라 수상에 성공하였다.

## 줄거리
11대 닥터와 에이미는 리버 송의 메시지를 따라 서기 102년의 로마 제국령 브리타니아로 향한다. 리버 송은 빈센트 반 고흐가 그렸다는 <판도리카 열리다> (The Pandorica Opens)라는 그림을 닥터에게 보여주는데 놀랍게도 타디스가 폭발하는 것을 묘사한 그림이었다. 닥터는 제목에 쓰인 판도리카라는 것이 우주에서 가장 위험한 존재가 갇혀 있다는 전설 속의 감옥임을 떠올린다. 그리고는 좌표 근처에 인식이 잘 될 만한 장소에 판도리카를 숨겨두었음을 확신하고 리버 송, 에이미와 함께 그곳으로 향하는데, 다름 아닌 스톤헨지였다.
스톤헨지의 지하로 들어간 닥터와 에이미, 리버 송은 판도리카를 찾아낸다. 두 사람이 판도리카를 조사하는 사이, 에이미는 닥터의 외투 주머니에서 발견한 약혼반지에 대해 닥터에게 무엇이냐 물어보면서, 뭔진 몰라도 강한 애착심을 느낀다고 밝힌다. 그 사이 리버 송은 닥터에게 "닥터를 미워했던 모든 적"이 판도리카 상공으로 몰려들었다고 경고한다. 이후 닥터는 호위를 자원해 나선 로마 군단병들과 만나는데, 그들을 지휘하는 백부장은 다름아닌 에이미의 약혼자 로리 윌리엄스였다. 놀란 닥터는 대체 어떻게 된 일이냐며 로리에게 묻지만, 로리 역시 자신이 어떻게 존재하는지를 설명하지 못한다. 이전에 로리는 시공간의 균열 속에 빨려들어가 존재가 소멸되었기에, 지금 로리가 나타난 것은 영문 모를 일이었다.
에이미와 로리, 군단병들이 호위 준비에 나선 사이, 닥터는 리버 송에게 타디스를 스톤헨지로 가져오라 부탁한다. 리버 송이 타디스를 운전시키려 하자 외부의 힘이 타디스를 장악해, 오늘날 에이미의 집으로 강제 이동하게 만든다. 에이미의 방에 간 리버 송은 판도라의 상자에 관한 이야기책과 로마 시대 브리튼섬에 관한 동화책을 발견한다. 리버 송은 이 사실을 닥터에게 전달하며, 판도리카는 에이미의 기억에서 만들어진 함정임에 틀림없다고 경고한다. 이윽고 닥터는 리버 송이 탄 타디스에서 시공간에 균열을 일으킨 폭발이 시작되고 있음을 깨닫는다. 리버 송에게 즉시 타디스를 떠나라고 전해보지만, 중앙 제어콘솔이 위험에 빠지면서 리버 송은 다시 타디스에 갇히게 된다.
스톤헨지로 돌아온 닥터는 로리를 포함한 로마 군단병들이 사람이 아니라 오톤이라는 사실을 발견한다. 이어서 수많은 적들이 스톤헨지 상공을 돌며 나타나고, 닥터는 순식간에 붙잡혀 버린다. 지상에서는 로리가 오톤으로서의 명령 이행을 거부하고, 인간의 정체성을 유지하기 위해 애를 쓰고 있었다. 그 모습을 보던 에이미는 로리를 갑자기 기억해 내지만, 오톤으로서의 정체성이 로리를 장악하면서 에이미를 쏘아 버린다. 한편 닥터를 납치한 적들은 닥터를 판도리카에 가두기 위해 동맹을 맺었다는 사실을 밝힌다. 타디스의 폭발이 현실을 파괴하는 균열을 일으킬 것이란 사실을 알아내고, 닥터만이 타디스를 작동시킬 수 있다고 믿기에 닥터를 제거하면 폭발도 일어나지 않을 것이라는 생각이었다. 닥터가 판도리카 안에 봉인되자, 하늘의 모든 별이 초신성으로 바뀌어 버린다.

### 다른 에피소드와의 연관성
이번 시즌의 제1화 "The Eleventh Hour"에서 0번 죄수는 닥터에게 "우주가 갈라졌다. 판도리카가 열릴 것이다. 침묵이 내릴 것이다"라고 말한다. 판도리카는 "Flesh and Stone"에서 리버 송이 다음에 자기와 만날 곳으로 지목하기도 하였으나, 닥터는 판도리카는 옛날 옛적 이야기일 뿐이라며 일축한다. 이 장면으로 미뤄보아, 리버 송의 시간선에서 본 에피소드의 사건은 "The Time of Angels"/ "Flesh and Stone"에서의 사건 이전에 발생했음을 알 수 있다.
타디스가 폭발하는 그림은 여러 사람의 손을 거치는데 모두 시즌5에 등장한 인물들이다. 그림 자체는 빈센트 반 고흐 (토니 커런 분)가 "Vincent and the Doctor" 편에서 닥터와 만나고 나서 그려진 것이며, 이후 1941년 "Victory of the Daleks" 편에 나온 윈스턴 처칠 (이언 맥니스 분)과 브레이스웰 교수 (빌 패터슨 분)가 발견한다. 그 다음으로 "The Beast Below" 편에 나왔던 리즈 10세 (소피 오코네도 분)이 가지고 있었으나, 리버 송이 훔쳐서 닥터에게 보여주게 된다.
상술한 0번 죄수의 대사와 더불어 이번 에피소드에서도 "침묵이 내릴 것이다"라는 문구가 반복해서 언급되는데, 이는 다음 시즌에서 사일런스라는 종족이 소개되면서 실제 소재로 등장하게 되었다.

## 제작

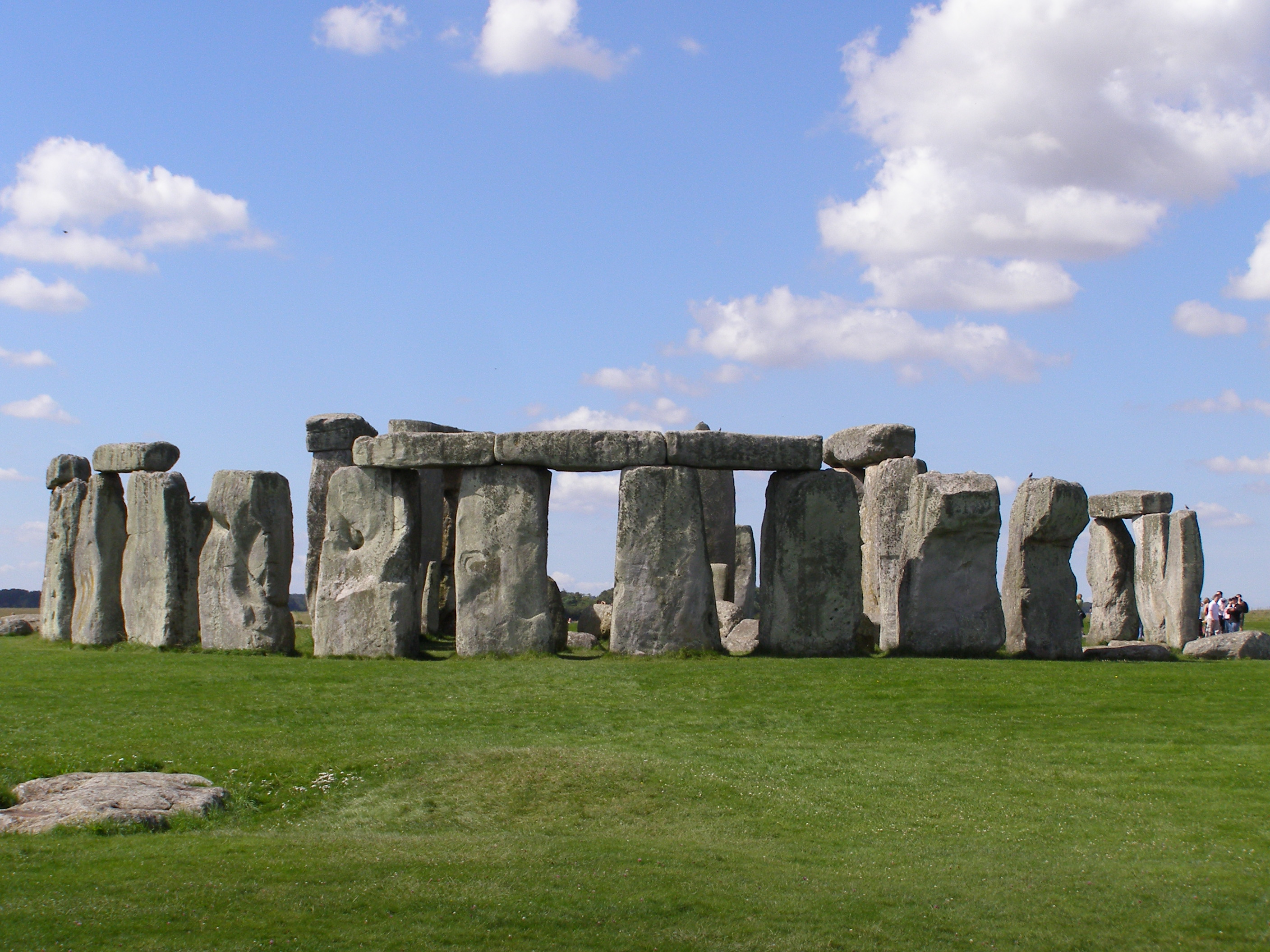
작중 등장하는 스톤헨지는 잉글랜드 윌트셔의 실제 스톤헨지에서 촬영이 이루어짐과 동시에, 유적지를 재현한 세트장에서 촬영이 진행됐다.

"The Pandorica Opens"의 대본 리딩회는 2010년 1월 13일 어퍼 보트 스튜디오에서 진행되었다. 이날 모임은 추운 날씨로 일부 출연진과 제작진의 도착이 지연되면서 예정 시각보다 늦게 시작되었다. 이후 "The Big Bang"과 함께 시즌5 전체 제작일정 가운데 여섯번째 블록에 배정되어 촬영이 이뤄졌다. 다만 리즈 10세 (소피 오코네도 분)가 등장하는 장면은 "The Beast Below"의 촬영분과 함께 2009년 10월 22일 포트탤벗의 마검 카운티 파크에 있는 오렌지 온실에서 미리 촬영하였다. 리버 송 역의 앨릭스 킹스턴이 출연하는 나머지 장면은 2010년 2월부터 촬영이 이뤄졌다.
총괄프로듀서이자 작가를 맡은 스티븐 모펏은 이번 에피소드가 "크게" 되었으면 했다며 "이번 에피를 한 단계 끌어올리고 싶다. 이번 에피에 정말이지 미쳐 있다"고 밝혔다. 특히 제작 과정에서 촬영감독 스테판 페르손 (Stephan Pehrsson)의 지시로 분위기 있는 조명을 추가하면서 영화 같은 느낌을 내게 되었다. 스티븐 모펏은 에피소드의 주무대로 스톤헨지를 택했는데, 닥터만큼 강력한 누군가의 몰락을 상징하기에는 스톤헨지만큼 크고 중대한 것도 없었기 때문이었다. 작중 스톤헨지를 둘러보는 장면은 2010년 2월 2일 밤 잉글랜드 윌트셔주에 위치한 실제 스톤헨지 유적 현장에서 이루어졌다. 출연진과 제작진은 관련 규정의 준수 여부 점검에 나섰는데, 돌을 만지는 것도, 무거운 장비를 반입하는 것도 금지되었고, 조명은 바닥에만 설치해야 했다. 실제 촬영 허가시간은 하룻밤에 불과했기에, 일광 조명이 있는 새벽 동틀 무렵 동안 딱 3분 만큼의 대화 시퀀스를 촬영해냈다. 비슷한 장면을 촬영하는 데에는 보통 1시간 30분이 소요되었기 때문에 그 짧은 시간 동안 단칼에 촬영을 마치는 것은 굉장히 어려운 일이었다.
실제 로케이션 촬영을 제외한 나머지 촬영분은 마검 카운티 파크에 설치된 '폼헨지' (Foamhenge)라는 미니어처 모형을 세트장으로 활용하여 4박에 걸쳐 촬영이 진행되었다. 토비 하인스 감독은 실제 현장에서 스톤헨지를 설정샷으로 찍은 만큼, 이제는 그 모습을 덜 보고도 잡아낼 수 있다고 판단하였다. 외계 우주선들을 향해 닥터가 일장연설을 펼치는 장면은 2월 3일에, 로리가 에이미를 쏘는 장면은 2월 4일에 촬영되었다. 당시 날씨가 매우 추웠던 데다 비바람이 불고 제작진과 출연진 간의 의사소통이 힘들어지는 어려움을 겪었다. 하인스 감독은 닥터의 일장연설이 "엄청난 팝스타의 순간"으로서, 웸블리 스타디움처럼 큼직한 무대에서 연설을 펼치는 상황과도 같다는 의도에서 해당 장면을 연출하였다.
'언더헤지' (Underhenge), 즉 스톤헨지의 지하 공간은 어퍼 보트 스튜디오에 세트장을 지어 재현하였는데 스튜디오 역사상 가장 큰 규모로 제작됐다. 기본 세트장 외에도 지하공간이 "어둡고 거칠게" 보이기를 원했던 하인스 감독의 뜻에 따라, 미술팀이 거미줄과 돌을 추가로 장식하였다. 공간이 지하에 배치된 관계로 배우들의 얼굴을 비출 자연광이 없었기 대문에, 하인스는 가스로 작동되는 횃불을 광원으로 활용하기로 결정하였다. 캐런 길런은 처음에는 횃불을 직접 손에 쥔다는 점에 긴장하였고 실제 연기에도 어려움을 겪었다. 대본에서는 이 공간에 대해 인디애나 존스의 사원과 비슷하다고 언급되어 있었기에, 하인스 감독은 배우들이 세트장을 천천히 둘러보는 데 도움이 되도록 영화 <레이더스>에서 소개된 존 윌리엄스의 인디애나 존스 테마곡을 현장에서 재생하기도 했다. 하인스는 지하공간의 "유령 튀어나올 것 같은" 느낌과 더불어 해당 장면의 경외감을 강조할 것이라는 생각에서 음악을 틀어놓았다고 밝혔다. 캐런 길런은 해당 음악을 튼 것이 정말 유용했다는 소감을 밝혔다.
닥터와 에이미, 리버가 말을 타는 장면은 배우들이 트럭 뒤편에 장착된 안장에 앉아 말을 타는 것처럼 연기하는 모습을 클로즈업으로 촬영했다. 특히, 주변 풍경이 지나가는 효과를 내기 위해 트럭이 운전 중인 상태에서 이뤄졌다. 에이미 역의 캐런 길런은 이 때가 자신이 해봤던 연기 중 "가장 이상한 것"이었다며 자신이 분명 "우스꽝스러워 보였을 것"이라는 소감을 밝혔다. 이후 각 배우의 스턴트맨이 실제로 말을 타는 모습이 와이드 샷으로 촬영되었다. 이 장면은 촬영 막바지인 2010년 2월 1일에 촬영되었다.
에피소드의 결말부에서 닥터의 적들이 연맹을 결성했다는 설정으로 수많은 종족이 등장하는데, 여기에는 달렉, 사이버맨, 손타란, 주둔, 오톤, 시코락스, 혹스, 실루리안, 로보폼 등이 소개되었다. 닥터의 적 연맹은 여전히 좋은 상태를 유지하고 있는 "최상의" 의상과 소품을 동원하여, 가장 대표적인 종족들을 선정해 구성하였다. 이렇게 많은 적들이 나란히 모여든 것은 이전에는 전혀 등장하지 않았던 장면이었다. 작중 에이미가 사이버맨과 싸우는 장면도 담겼는데, 배우 캐런 길런은 드라마를 대표하는 종족과 함께 직접 연기를 펼칠 수 있기를 "진심으로 바랐다"고 밝혔다. 여기서 등장하는 사이버맨은 오랫동안 판도리카를 지키고 있었다는 설정이었기에, 하인스 감독은 사이버맨을 "녹슬고, 삐걱거리고, 낡은 것"처럼 보이게 만들고 싶었으며, 이를 프랑켄슈타인을 만드는 것과 같다고 비교하였다. 사이버맨은 원래 한쪽 팔이 절단된 장애인 배우가 나서 연기하였으나, 제작진이 카메라 각도에 만족하지 못해 다른 각도에서 장면을 다시 촬영하기로 결정하였다. 하지만 해당 각도에서는 배우가 연기할 수 없어, 양팔을 지닌 다른 배우가 대신 연기하게 되었다. 그 과정에서 그린스크린의 원리를 따라 그린 슬리브로 한쪽 팔을 가리어 촬영에 들어갔고, 최종 시퀀스는 두 샷을 합치게 되었다. 에이미를 위협하던 사이버맨 앞에 로리가 갑자기 등장해 물리치는데, 이 때 로리는 본인이 오톤인지 모르고 있다는 설정이었다. 원래 같았으면 로리가 패닉에 빠졌을 상황인데, 무덤덤하게 해치우는 것은 곧 로리에게 뭔가 다른 점이 있음을 내포하는 연출이었다. 에피소드 막바지에서 로리의 몸은 네스틴 컨셔스니스의 조종 신호가 장악하여 에이미에게 발포하게 되는데, 이는 좋은 사랑 이야기라면 비극으로 끝나리라는 모펏의 믿음을 반영한 부분이다.

## 방송과 평가
"The Pandorica Opens"는 2010년 6월 19일 영국 BBC One을 통해 처음 방송되었으며, 당일 BBC HD에서 동시 방송이 이뤄졌다. 이번 에피소드에서는 시즌5 방영 개시 이래 처음으로 결말 직후 다음 에피소드의 소개 예고편이 삽입되지 않았다. 처음 집계된 밤사이 시청자수는 BBC One이 538만 명, BBC HD가 497,000명으로 총 588만 명이 시청한 것으로 드러났다. 최종 집계된 시청자수는 BBC One이 694만 명, BBC HD가 635,000명으로 총 757만 명을 기록했다. 에피소드의 시청 지수는 88점으로 '우수' 등급을 받은 것과 더불어 시즌 5 최고점수를 기록하였다. 다음 에피소드로 방영된 "The Big Bang"이 89점을 기록, 1위를 경신하면서, 본 에피소드는 시즌5 시청지수 2위를 기록하였다.
"The Pandorica Opens"는 "Vincent and the Doctor", "The Lodger", "The Big Bang"과 함께 2010년 9월 6일 영국에서 DVD와 블루레이로 출시되었다. 이후 2011년 11월 8일 시즌5 완전판 박스셋에 수록되어 재출시되었다.

### 평론가들의 반응
"The Pandorica Opens"는 평론가들로부터 호평을 받았다. 가디언 지의 댄 마틴은 영화급 스케일과 클리프행어를 두고 "역대급으로 과감했던 명전개" (the most audacious of showstoppers)라며 극찬했다. 이번 에피소드에서 로리의 귀환이 '사소한 줄거리'라 느껴질 정도로 많은 일이 벌어졌다는 느낌을 받았으나, 시청자들이 뭐가 벌어질 것인지 알고 있다고 봤기에 그랬을 것이라고 평했다. 데일리 텔레그라프의 게빈 풀러는 "이번 시즌에서 부족했을지도 모를, 기억에 남을 만한 서사적이고 영화 같은 이야기"를 다룬 점에는 호평하였으나, 닥터의 적 연맹이라는 설정은 "모펏의 결정이 다소 팬보이스러웠다"고 평가했다. 맷 스미스의 연기에 대해서는 "바른 음을 연주했다"며 높이 평가하고, 마지막의 반전 역시 "정말 충격적"이었다고 극찬했다. 마틴과 마찬가지로 로리의 귀환은 "잘 처리되었다"고는 하나, 에이미와의 감동적인 순간에도 "놀랍지는 않았다"고 평가했다.
라디오 타임스의 패트릭 멀컨은 이번 에피소드가 "역대급으로 대작스럽고 군침 도는 닥터 후일지 모른다"고 평하면서, "놀라움을 가득 담으며 눈부신 줄거리, 긴박한 전개, 훌륭한 대사로 시즌의 퍼즐을 맞춘" 네 명의 주연 배우와 스티븐 모펏에게 찬사를 보냈다. IGN의 맷 웨일스는 이번 에피소드에 10점 만점에 9점을 매기며 "눈에 띄는 순간들을 터무니없을 정도로 많이 담아냈다"고 평가했다. 이어 "고의적인 회피로 다른 제1부 에피소드만큼 만족스럽지는 않지만 훌륭하게 전달됐다"라고 평가하면서도, 슬로우모션 엔딩에 대해선 "멜로드라마에 너무 격렬하게 빠졌다"는 감상을 받았으나 "허세 가득하면서도 우울한 클리프행어를 비난하기는 어려웠다"고 밝혔다.
SFX지의 리처드 에드워드는 에이미와 로리 사이의 "맛있는 반전", "훌륭한 캐릭터 소재", "감동적인 장면"에 호평을 내리며 별 5개 중 5개를 매겼다. 닥터의 적 동맹에 대해선 "현실성 없다"고 보면서도, 시즌 떡밥이 교묘하게 구성된 덕에 효과가 있었다고 평가했다. 잽투잇의 샘 맥퍼슨은 A+로 평가하면서 이전 시즌의 피날레를 개선한 점에 호평했다. 닥터의 적 동맹에 대해서도 악보다 더 잘못된 일로 묘사했기에 잘 활용됐다고 평가했다. AV 클럽의 키스 피프스는 A-로 평가하였으나 결말부가 설정에 잘 들어맞을지 우려된다고 밝혔다.
"The Pandorica Opens"는 제2부 "The Big Bang"과 함께 2011년 휴고상 최고의 드라마 단편부문 상을 수상하였다. 닥터 후의 휴고상 수상은 이번이 역대 다섯 번째, 스티븐 모펏이 각본을 맡은 에피소드의 수상 이력은 역대 네 번째였다. 닥터후의 CG 특수효과 제작팀인 더 밀은 이번 에피소드의 CG 프로덕션으로 영국 왕립 텔레비전 학회 크래프트 앤 디자인상을 수상하였다.